# 罗萨里乌斯马戏团
罗萨里乌斯马戏团（Zirkus Rosarius）是納粹德國空軍的一支特种测试部队，负责测试俘获的英美飞机（这些飞机已被全部涂上德军标识）。测试盟军飞机是为了找到机型设计或性能的优势或弱点。对需要针对敌军的优势与弱点来设计战术的德国人员来说，罗萨里乌斯马戏团提供的信息极其有用。1943年，空军军官提奥多尔·罗萨里乌斯（Theodor Rosarius）组建了这支测试部队，